# United States Naval Institute
Lo United States Naval Institute, semplicemente USNI, è un'organizzazione non-profit privata, con sede ad Annapolis.

## Storia
Lo United States Naval Institute fu fondato il 9 ottobre 1873, quando 15 ufficiali della marina si riunirono nel Dipartimento di Fisica e Chimica dello United States Naval Academy di Annapolis. Lo scopo dell'Istituto consiste nello scambio di idee, la diffusione e il progredimento della conoscenza della forza marina e la preservazione del patrimonio marittimo degli Stati Uniti. Il primo presidente dell'organizzazione fu il contrammiraglio John L. Worden (ex comandante della USS Monitor).
Nel 1874, l'Institute iniziò a pubblicare una serie di "procedimenti", che furono distribuiti ai membri dell'organizzazione. In seguito, fu fondata la Naval Institute Press per pubblicare delle guide navali di base e, successivamente, anche libri di storia, biografia e attualità.
In seguito, l'Institute cedette i propri uffici di Preble Hall alla Naval Academy e, nel 1999, ristrutturò un ospedale della Marina, attuale quartier generale dell'organizzazione.  L'edificio è stato chiamato Beach Hall in onore del capitano Edward L. Beach Jr. (autore di oltre una dozzina di libri tra cui Run Silent, Run Deep) e del padre, il capitano Edward L. Beach Sr., che assunse anche il ruolo di segretario-tesoriere dell'Institute.
Molti dei membri del Naval Institute erano dipendenti della United States Navy, Marines e della Guardia costiera e quest'ultimo ha dipendenti in oltre 90 paesi.
L'organizzazione non ha alcun legame con la United States Naval Academy o la United States Navy, sebbene sia basata sui motivi della Naval Academy attraverso un permesso concesso da un Atto del Congresso del 1936.
Attualmente il chair dell'organizzazione è l'ex ammiraglio della United States Navy e Supreme Allied Commander Europe della NATO James G. Stavridis, e il CEO è Peter H. Daly, ex viceammiraglio della United States Navy.

## Pubblicazioni
Lo United States Naval Institute è l'autore di un magazine mensile, Proceedings, pubblicata dal 1874, una delle più antiche riviste in circolazione negli Stati Uniti. Il magazine include articoli di professionisti militari e esperti civili, saggi storici, recensioni di libri, fotografie a colori, commenti dei lettori, articoli di approfondimento da parte di Segretari della Difesa, Segretari della Marina, Presidenti dei Capi di Stato Maggiore e capi della Marina, del Corpo dei Marines e della Guardia Costiera. Nel 1962, i funzionari del Dipartimento della Difesa hanno impedito a un tenente colonnello del Corpo dei Marine di inviare agli Atti un articolo su una proposta del 1949 di unire le unità di aviazione dei Marines nell'Aeronautica.
L'organizzazione pubblica dal 1987 anche una rivista bimestrale, Naval History, nel quale hanno contribuito storici come David McCullough e James M. McPherson,  ex marinai e guardie costiere come Ernest Borgnine, Gene Hackman e Douglas Fairbanks Jr. e giornalisti come Walter Cronkite e Tom Brokaw.

### Naval Institute Press
Il Naval Institute Press pubblica circa 80 libri all'anno, e nel suo catalogo sono compresi pubblicazioni di storia, biografia, formazione militare professionale e occasionali opere di narrativa, come il primo romanzo di Tom Clancy, The Hunt for Red October e Flight of the Intruder di Stephen Coonts, e, inoltre, manuali come The Bluejacket's Manual, Naval Shiphandling, The Naval Officer's Guide, The Marine Officer's Guide e The Coast Guardsman's Manual, The Naval Institute Guide to Combat Fleets of the World e The Naval Institute Guide to Ships and Aircraft of the U.S. Fleet.

### USNI Blog e USNI News
L'USNI Blog fu lanciato nel dicembre del 2008 ed è redatto dall'ex Supreme Commander Admiral della NATO James G. Stavridis, dalla United States Navy e dall'ammiraglio Thad Allen, 23º comandante della Guardia costiera.
L'USNI News, invece, fu lanciato nel febbraio del 2012 con lo scopo di offre notizie e approfondimenti sui problemi emergenti.

### Americans At War
Nel 2007, USNI ha prodotto Americans At War, una serie di video interviste con i veterani della prima guerra mondiale, e con la partecipazione di George H. W. Bush, dei senatori Bob Dole, Daniel Inouye, Bob Kerrey. La serie è stata trasmessa dalla PBS.

### Altro
Nel 1985, l'Institute ha iniziato a tenere conferenze, aperte al pubblico, per favorire la discussione di argomenti relativi alla difesa. Il più grande di questi, si svolgono a San Diego e a Washington e, spesso, partecipano ufficiali come il capo della Naval Operations e il comandante dei Marines, così come altri leader. 
 L'organizzazione possiede inoltre una delle più grandi collezioni private di fotografie militari del mondo : oltre 450.000 immagini di persone, navi e aerei provenienti da tutti i rami delle forze armate. Le fotografie risalgono dalla guerra di secessione americana ad oggi. 
 L'organizzazione cattura e conserva le interviste di figure chiave della Marina e della Guardia Costiera come il gen. Jimmy Doolittle della United States Army Air Force, gli ammiragli Arleigh Burke e Chester Nimitz. Dall'avvio del programma nel 1969, sono stati completati oltre 230 volumi rilegati e sono state registrate interviste per produrne altre decine.
L'Institute mantiene una vasta biblioteca di libri di argomento navale. La raccolta contiene molti volumi rari su oscuri argomenti marittimi, quindi serve una risorsa preziosa per ricercatori e studenti.